# Colibrí amazília gorja-roig
El colibrí amazília gorja-roig (Hylocharis sapphirina) és una espècie d'ocell de la família dels troquílids (Trochilidae).

## Descripció
El colibrí amazília gorja-roig fa de 8,4 a 9,1 cm de llarg. Els mascles pesen de 4,1 a 4,5 g i les femelles de 3,9 a 4,3 g. Els mascles tenen un bec recte, de longitud mitjana, de color vermell corall amb la punta negra; el de les femelles té menys vermell. L'espècie rep el nom comú per la barbeta intensament vermellosa dels mascles; la barbeta de les femelles és d'un color vermellós més pàl·lid. Els mascles adults tenen les parts superiors de color verd fosc amb cobertores superiors de color violeta. La gola, el pit i el ventre són de color blau violeta iridescent i les cobertes inferiors de la cua són castanyes. Les dues plomes centrals de la cua són de color coure amb un to violeta i els altres quatre parells de color castany amb puntes grisos foscos. Les parts superiors de les femelles adultes són les mateixes que les dels mascles. Les parts inferiors són de color grisenc amb grans taques brillants de color blau-verd a la gola i el pit i cobertores de sota la cua. La cua és com la del mascle amb vores més pàl·lides a les plomes exteriors. Els juvenils són semblants a les femelles adultes, però els mascles tenen una barbeta més rica de color vermellós.

## Distribució i hàbitat
Habita boscos clars, vegetació secundària i matolls de les terres baixes, sabana amb arbres dispersos, clarianes al voltant d'afloraments rocosos, plantacions de cafè i (rarament) vegetació costanera oberta. En altitud és més nombrosa entre 200 i 500 m, però arriba fins a 1.850 m per l'est dels Andes des de l'est de Colòmbia, sud de Veneçuela i Guaiana, cap al sud, a través de l'est de l'Equador, nord-est del Perú i sud-est del Brasil fins al nord-est de Bolívia, el Paraguai i nord-est de l'Argentina.
Segons el Congrés Ornitològic Internacional i la taxonomia de Clements, el colibrí amazília gorja-roig té tres rangs de distribució separats. El més gran s'estén des de l'est de Colòmbia a l'est passant per Veneçuela, Guaiana i el nord del Brasil fins a la costa, des de Colòmbia al sud-oest passant per l'est de l'Equador fins al nord del Perú i al sud-oest en una àmplia franja des del nord-est del Brasil fins al nord-est de Bolívia. Un altre abasta des de l'estat de Bahia, al sud-est del Brasil, fins al nord de Paraná. El tercer abasta el sud-est del Paraguai, el nord-est de l'Argentina i l'adjacent sud-oest del Brasil . El Comitè de Classificació Sud-americà de l'American Ornithological Society enumera l'espècie com a hipotètica al Paraguai i l'Argentina perquè els registres no han estat documentats per fotografies o altres proves tangibles.

## Comportament

### Moviment
El patró de migració del colibrí amazília gorja-roig només es coneix parcialment. Generalment, és sedentari, però és migratori al sud-est del Brasil. Se sospita que fa moviments estacionals a Veneçuela perquè està present de manera imprevisible.

### Alimentació
El colibrí amazília gorja-roig busca nèctar en una varietat d'epífits florits, arbustos, vinyes i arbres. Les espècies d'almenys set famílies són fonts de nèctar conegudes. Normalment, s'alimenta des de prop del sòl fins als estrats mitjans del bosc, però a l'Amazònia s'agrupa amb altres colibrís a les copes dels arbres florits. Els mascles defensen agressivament els territoris d'alimentació. A més del nèctar, l'espècie s'alimenta d'insectes capturats des d'una perxa i també recollits de fulles o teranyines.

### Criança
La temporada de reproducció del colibrí amazília gorja-roig abasta de juliol a gener a Guaiana i d'agost a febrer al Brasil. No s'ha definit en altres parts de la seva distribució. Construeix un niu en forma de copa fet de fibra vegetal folrat de llavors tendres, sovint amb líquens i trossos de fulles a l'exterior. Normalment, el col·loca en una branca horitzontal sota fulles que sobresurten entre 3 i 6 m per sobre de terra, però de vegades fins a 10 m. La femella incuba la posta de dos ous durant 14 a 16 dies i l'eclosió es produeix entre 22 i 27 dies després.

## Taxonomia i sistemàtica
El colibrí amazília gorja-roig va ser descrit formalment el 1788 pel naturalista alemany Johann Friedrich Gmelin en la seva edició revisada i ampliada de Systema Naturae de Carl Linnaeus. El va col·locar amb tots els altres colibrís del gènere Trochilus i va encunyar el nom binomial Trochilus sapphirinus. Va establir la Guaiana com a localitat tipus. Gmelin va basar la descripció en “Le saphir” que havia estat descrit el 1779 pel polímata francès Georges-Louis Leclerc, el comte de Buffon i el "colibrí de safir" que havia estat descrit el 1781 per l'ornitòleg anglès John Latham. La majoria dels sistemes taxonòmics col·loquen ara el colibrí amazília gorja-roig amb el colibrí safir bronzat que va ser introduït el 1831 pel naturalista alemany Friedrich Boie. Basant-se en diversos estudis sobre la filogenètica molecular d'aquesta espècie, va ser desplaçada del gènere Amazilia a Hylocharis.
El nom del gènere Hylocharis combina el grec antic «hule» que significa “bosc” amb «kharis» que significa “bellesa”. L'epítet específic prové del llatí «sapphirinus» que significa “safir” o “de safir”.
El colibrí amazília gorja-roig comparteix el gènere amb el colibrí safir bronzat (H. chrysura) i és monotípic, és a dir, no es reconeixen subespècies.